# Charles Mungoshi
Charles Lovemore Mungoshi, född 2 december 1947 nära Chivhu i Sydrhodesia (nuvarande Zimbabwe), död 16 februari 2019 i Harare, var en zimbabwisk författare som skrev på engelska och shona. Han har tilldelats internationella PEN-priser för Waiting for the Rain och Ndiko kupindana kwa mazuva (1975), Nomapriset (1992) samt Commonwealth Writers' Prize två gånger i Afrika (1988 och 1998). Han är även hedersdoktor vid Zimbabwes universitet.